# Marita Ulvskog
Marita Ulvskog (ur. 4 września 1951 w miejscowości Luleå) – szwedzka polityk, była minister, posłanka do Parlamentu Europejskiego VII i VIII kadencji.

## Życiorys
Pracowała zawodowo jako dziennikarka. W młodości działała w Komunistycznej Lidze Marksistowsko-Leninowskiej. Później przystąpiła do Socjaldemokratycznej Partii Robotniczej.
W rządzie Ingvara Carlssona w latach 1994–1996 sprawowała urząd ministra służb cywilnych. Następnie w gabinecie Görana Perssona przez osiem lat (do 2004) była ministrem kultury. W okresie 1998–2009 sprawowała mandat posłanki deputowanej do Riksdagu. Od 2004 do 2009 pełniła funkcję sekretarza generalnego partii socjaldemokratycznej.
W wyborach w 2009 uzyskała mandat posłanki do Parlamentu Europejskiego. W PE VII kadencji została wiceprzewodniczącą grupy Postępowego Sojuszu Socjalistów i Demokratów. W 2014 z powodzeniem ubiegała się o reelekcję.